# NGC 6504
NGC 6504 est une vaste galaxie spirale vue par la tranche et située dans la constellation d'Hercule. Sa vitesse par rapport au fond diffus cosmologique est de 4 704 ± 27 km/s, ce qui correspond à une distance de Hubble de 69,4 ± 4,9 Mpc (∼226 millions d'al). NGC 6504 a été découverte par l'astronome allemand Albert Marth en 1864.

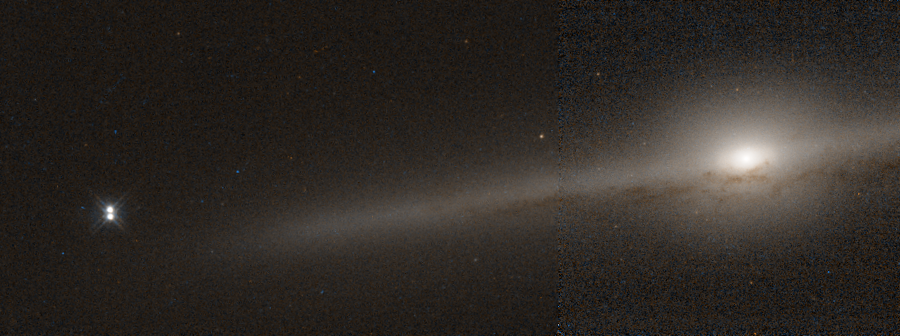
NGC 6504 par le télescope spatial Hubble.